# Filipești, Bacău
Filipești este satul de reședință al comunei cu același nume din județul Bacău, Moldova, România.